# Бертово
Бертово (пол. Bertowo) — село в Польщі, у гміні Ваґанець Александровського повіту Куявсько-Поморського воєводства.
Населення — 100 осіб (2011).
У 1975-1998 роках село належало до Влоцлавського воєводства.

## Демографія
Демографічна структура станом на 31 березня 2011 року:
|          | Загалом | Допрацездатний вік | Працездатний вік | Постпрацездатний вік |
| -------- | ------- | ------------------ | ---------------- | -------------------- |
| Чоловіки | 50      | 3                  | 44               | 3                    |
| Жінки    | 50      | 9                  | 30               | 11                   |
| Разом    | 100     | 12                 | 74               | 14                   |